# Jiří ze Žerotína
Jiří ze Žerotína (někdy uváděn též jako Jiřík) (25. října 1478 – 30. listopadu 1507) byl moravský šlechtic z rodu Žerotínů, spolumajitel panství Fulnek, Starý Jičín a Strážnice.

## Život
Narodil se 25. října 1478 jako syn kališníka Jana staršího ze Žerotína, tehdejšího zástavního držitele Bytomi a Fulneka a jeho druhé manželky Machny z Nové Cerekve. Po otcově smrti v roce 1499 dokončil spolu s bratry proces koupě rozsáhlého panství Starý Jičín, ke kterému získali ještě hospodářský dvůr v Žilině a říční nivu poblíž Hustopečí nad Bečvou. Správu rodových statků pak do roku 1504 vykonával Jiřího starší bratr Jan, protože ostatní sourozenci pobývali z neznámých příčin několik let v Polsku. V roce 1505 však byl Jiří i s bratrem Viktorinem již zpět na Moravě, kde se zaručili za věno své švagrové Anny z Ludanic, Janovy manželky. Krátce před svou smrtí, dne 29. září 1507, potvrdil i s bratrem Bernardem několik privilegií městu Fulneku (včetně práva na vystavování piva v Butovicích a Kuníně), jež čtyři roky předtím vyhořelo. Zemřel náhle jako svobodný a bezdětný dne 30. listopadu 1507, pohřben byl ve fulneckém farním kostele. Jeho pozůstalosti se zmocnil bratr Viktorin, jemuž po Jiřího smrti připadl Starý Jičín. Fulnecké panství převzal Bernard ze Žerotína a Strážnici si společně podrželi Jan s Bartolomějem.

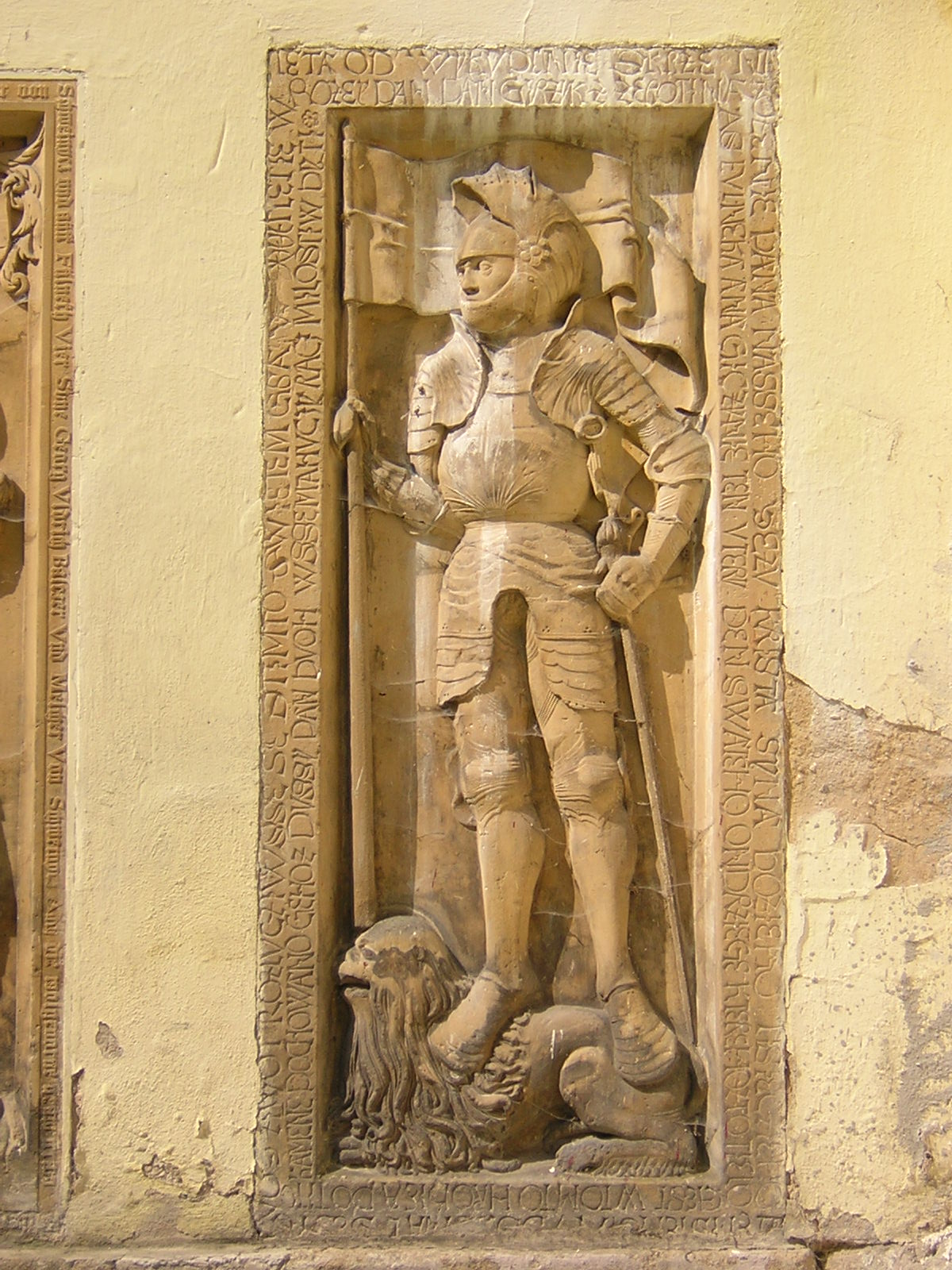
Náhrobek Jiřího ze Žerotína na kostele Nejsvětější Trojice ve Fulneku

### Náhrobek v kostele Nejsvětější Trojice ve Fulneku
Na severovýchodní straně fulneckého farního kostela se zachoval Jiřího pozdně gotický náhrobek, jenž má podobu masivní pískovcové desky o rozměrech 218 × 95 centimetrům. Jiří byl kameníkem zachycen jako rytíř stojící na lvu, oděný do plátové zbroje s burgundskou helmicí na hlavě a obouručním mečem, zavěšeným u pasu. Po obvodu desky je patrný český nápis, vyvedený raně humanistickou kapitálou, který ale udává nepřesné informace o šlechticově věku.